# Cohete (arma)

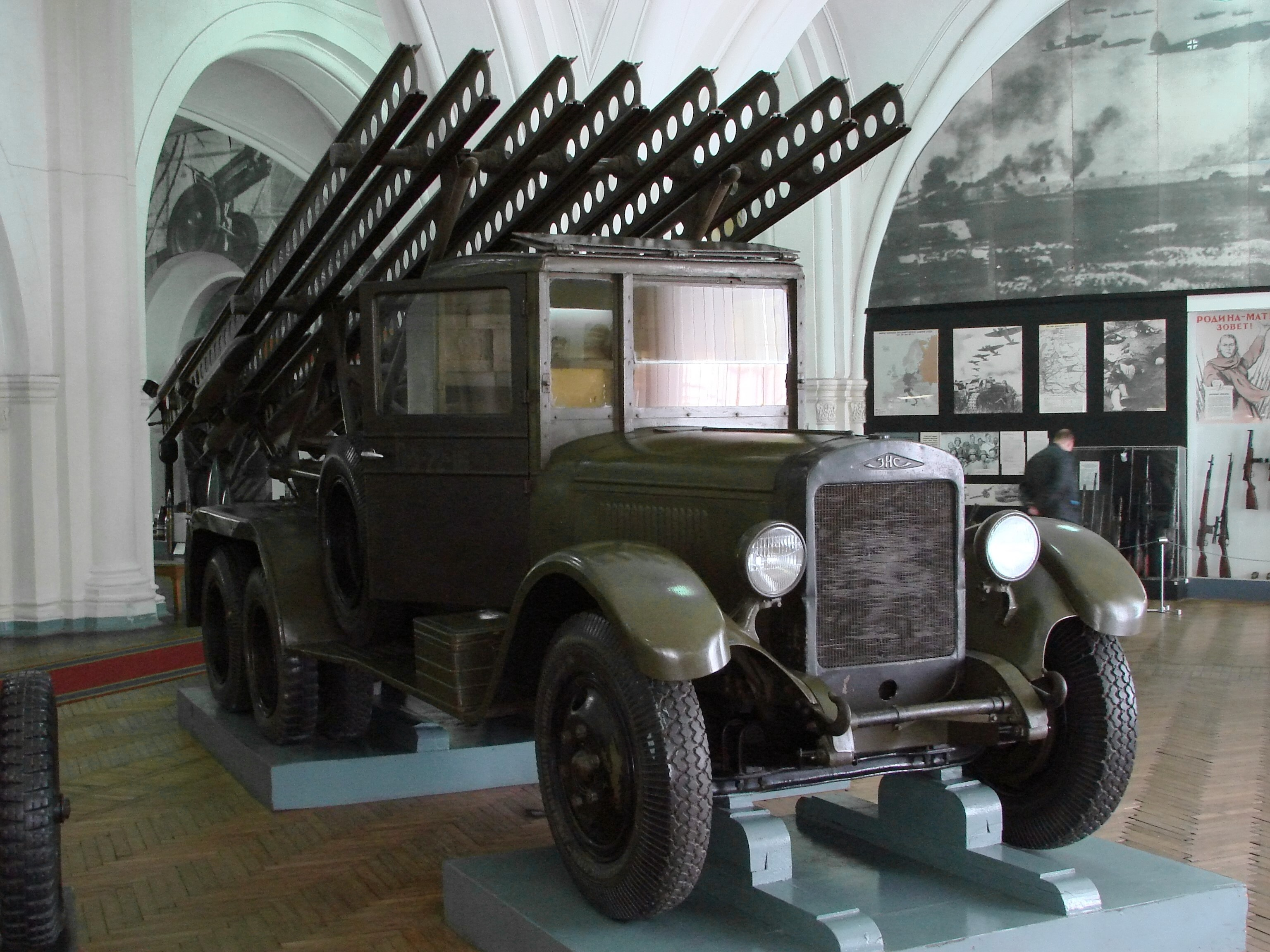
Lanzador de cohetes Katiusha, una de las primeras armas de artillería de cohetes moderna

Un cohete es un sistema de artillería basado en un arma no guiado, autopropulsado por un motor cohete.

## Categorización
En el uso militar, las municiones propulsadas se clasifican en términos generales como sigue:
- Munición propulsada sin guía, que es conocida como cohete.[1]
- Munición propulsada con guía, que puede desplazarse a través del aire o del espacio exterior, que es conocida como un misil.
- Munición propulsada, con o sin guía, que se desplaza a través del agua, que es conocida como torpedo.

La propulsión puede ser proporcionada ya sea por un motor cohete integrada a la munición, que funciona por un período relativamente largo, o bien por el uso de una carga propulsora que se quema completamente dentro del tubo de lanzamiento.
Sin embargo, la distinción algunas veces es poco clara, especialmente cuando un arma comienza como un cohete no guiado y luego se le instala un sistema de guía, por ejemplo: el sistema GMLRS que aún es identificado como artillería de cohetes, a pesar de emplear municiones guiadas.

## Primeros desarrollos
Véase también: Historia de los cohetes
El uso de cohetes como una forma de artillería se remonta a la China medieval, donde eran utilizados dispositivos tales como flechas de fuego, aunque principalmente como un arma psicológica. Posteriormente estos se difundieron gradualmente a Europa y al Oriente Próximo. Los cohetes se convirtieron en un arma significativa durante el siglo XX, cuando procesos de fabricación más refinados hicieron posible la existencia de cohetes de mayor precisión.

## Usos básicos

### Artillería

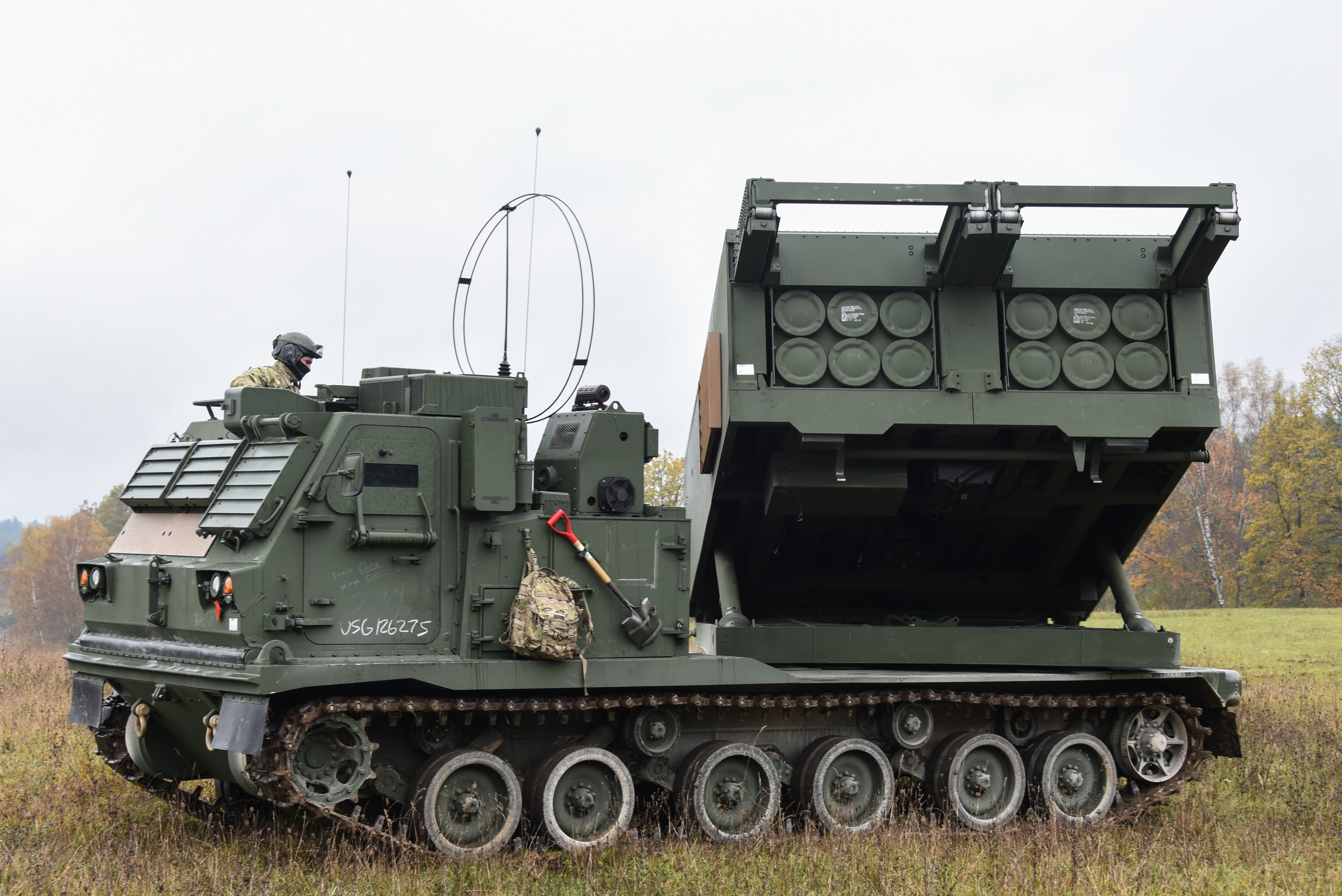
M270 MLRS.

Los cohetes fueron ampliamente usados como arma de artillería debido a su simplicidad y la capacidad de la plataforma lanzadora de disparar múltiples cohetes en un espacio de tiempo muy corto – a diferencia de la artillería basada en cañones, que normalmente está compuesta por un único y pesado tubo que debe ser recargado después de cada disparo. Los lanzadores de cohetes múltiples normalmente pueden disparar su dotación completa en cuestión de segundos. Esta tasa de disparos es muy eficiente, ya que al objetivo le deja muy poco tiempo para tomar cubierta o alejarse, y además la unidad de artillería puede usar tácticas del tipo "disparar-y-desplazarse", evitando de este modo el fuego contra-batería del enemigo.

### Sistemas portátiles

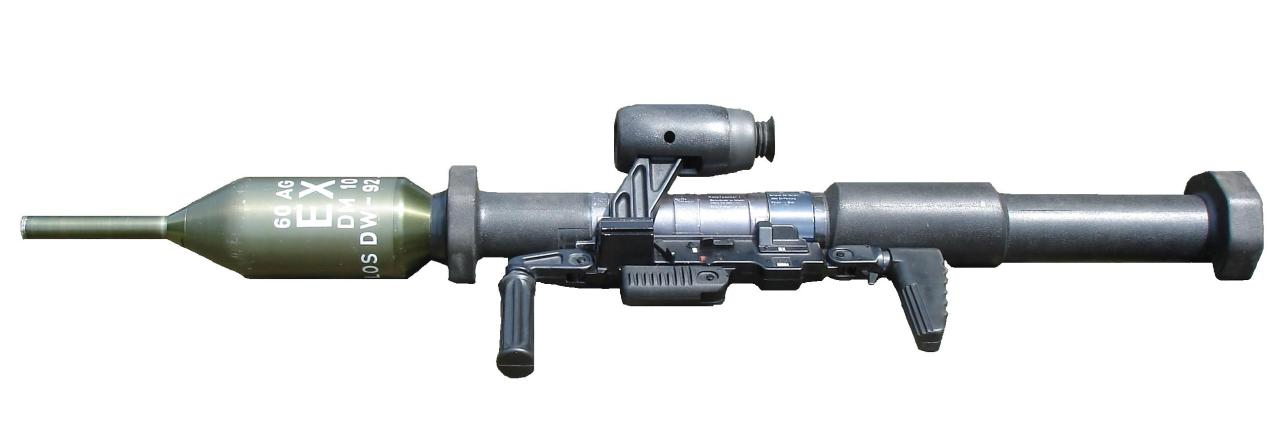
Panzerfaust 3 del Ejército alemán.

Con la invención del carro de combate, la infantería requería de un arma capaz de contrarrestar esta amenaza. El blindaje de los tanques pronto se desarrolló más allá del punto en que un fusil anticarro con la capacidad de penetrarlo, podría ser transportado por un infante, y ya durante la Segunda Guerra Mundial se pusieron en servicio armas basadas en cohetes, tales como la bazuca de Estados Unidos y el panzerschreck de Alemania. El desarrollo continuó después de la guerra, con armas tales como el RPG-7, aunque la necesidad de incrementar el alcance llevó al desarrollo de armas guiadas para cumplir las necesidades de las armas antitanque.
El uso de armas anticarro para atacar construcciones y otros blancos ha llevado al desarrollo de armas y municiones diseñadas específicamente para atacar blancos no blindados, tales como el LASM de un disparo, y el más grande: SMAW.

### Lanzados desde el aire (aéreos)

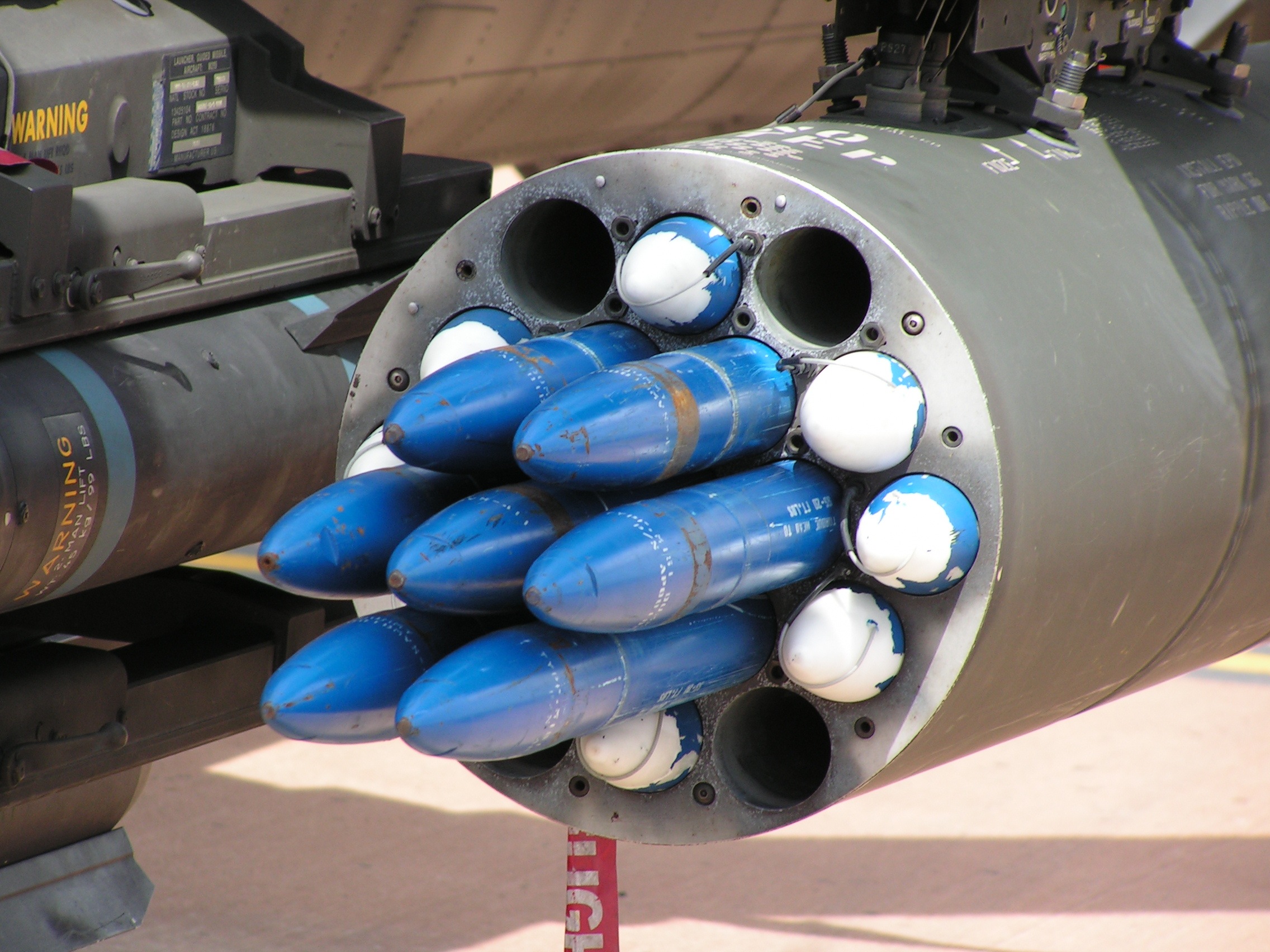
Cohetes Hydra 70 en un lanzador M261, instalado en un helicóptero de ataque AH-64 Apache.

Los cohetes no guiados han sido lanzados desde aviones desde principios del siglo XX, para atacar objetivos terrestres, marítimos y aéreos. Incluso después del desarrollo de misiles guiados, los cohetes permanecieron como una opción adecuada para ataques de corto alcance, tales como las misiones de apoyo aéreo cercano.

## Nota
- Esta obra contiene una traducción  derivada de «Rocket (weapon)» de Wikipedia en inglés, concretamente de esta versión, publicada por sus editores bajo la Licencia de documentación libre de GNU y la Licencia Creative Commons Atribución-CompartirIgual 4.0 Internacional.

- Datos: Q2037215
- Multimedia: Rocket weapons / Q2037215